# Courlon-sur-Yonne
Courlon-sur-Yonne es una localidad y comuna francesa situada en la región de Borgoña, departamento de Yonne, en el distrito de Sens y cantón de Sergines.

## Demografía
| 1 072 | 1 136 | 1 129 | 1 093 | 1 212 | 1 162 | 1 278 | 1 267 | 1 177 | 1 185 | 1 110 | 1 037 | 1 006 | 938 | 947 | 904 | 896 | 838 | 812 | 727 | 631 | 732 | 639 | 661 | 614 | 638 | 677 | 728 | 710 | 720 | 876 | 988 | 1 148 | 1164 | 1190 | 1189 | 1177 |
| Para los censos de 1962 a 1999 la población legal corresponde a la población sin duplicidades (Fuente: INSEE [Consultar]) |       |       |       |       |       |       |       |       |       |       |       |       |     |     |     |     |     |     |     |     |     |     |     |     |     |     |     |     |     |     |     |       |      |      |      |      |